# Allogaster unicolor
Allogaster unicolor é uma espécie de cerambicídeo da tribo Achrysonini, com distribuição na África do Sul e Zimbábue.